# Thug Matrimony: Married to the Streets
Thug Matrimony: Married to the Streets – szósty studyjny album amerykańskiego rapera Tricka Daddy’ego.
Uplasował się na 1. miejscu Top R&B/Hip-Hop Albums i na 2. miejscu Billboard 200. Został zatwierdzony jako złoto przez RIAA.

## Lista utworów
1. "Fuckin' Around Intro" - :20
2. "Fuckin' Around" (feat. T.I., Young Jeezy & Kase 1) – 3:43
3. "Let’s Go" (feat. Twista & Lil Jon) (Produced by Jim Jonsin & Lil Jon) – 3:46
4. "Gangsta Livin'" – 3:45
5. "These Are the Daze" – 3:44
6. "I Wanna Sang" – 4:36
7. "The Children’s Song" (Produced by Gorilla Tek) – 3:58
8. "U Neva Know" – 4:19
9. "Sugar (Gimme Some)" (feat. Cee-Lo, Ludacris & Lil’ Kim) (Produced by Cee-Lo & Ron Fair) – 4:08
10. "Skit" – 1:42
11. "Ménage a Trois" (feat. Jazze Pha, Smoke & Money Mark) (Produced by Gorilla Tek) – 4:52
12. "J.O.D.D." (feat. Khia & Tampa Tony) (Produced by Sanchez Holmes) – 3:15
13. "4 Eva" (feat. Jazze Pha) (Produced by Jazze Pha) – 4:04
14. "I Cry" (feat. Ron Isley) (Produced by Scott Storch) – 5:13
15. "Thugs About" (feat. Dirtbag) (Produced by Cool & Dre) – 3:59
16. "Ain’t a Thug" (feat. Trey Songz) – 4:45
17. "Down wit da South" (feat. Trina, Ying Yang Twins & Deuce Komradz) (Produced by Mr. Collipark) – 4:13